# Alain Frachon
Pour les articles homonymes, voir Frachon.
Alain Frachon, né en 1950, est un journaliste et dirigeant de presse français.
Il assure de novembre 2012 à mars 2013 l'intérim de la direction éditoriale du quotidien Le Monde.

## Biographie
Alain Frachon a fait des études de droit et de science politique. Il est diplômé du Centre de formation des journalistes. Il débute à Europe 1 en 1974, puis passe dix ans à l'Agence France-Presse, comme correspondant à Téhéran, Londres et Washington.
Entré au Monde en 1985, il est correspondant à Jérusalem de 1987 à 1991, puis à Washington de 1991 à 1994. Il occupe ensuite diverses fonctions à la rédaction parisienne : direction du service étranger (1995-2000), rédacteur en chef chargé des analyses et des éditoriaux (2000-2004), directeur du supplément Le Monde 2 (2004-2007), direction de la rédaction.
Ses écrits concernent notamment les conflits politiques entre Moyen-Orient et Occident et la problématique de l'euro qui divise les États européens.
À l'heure où Edwy Plenel s'apprêtait à quitter la direction du Monde, Alain Frachon était le favori pour lui succéder, mais il aurait déclaré à l'époque : « Je n'ai pas été sollicité, et je ne suis pas candidat. »
Après avoir été directeur éditorial du Monde du 1er septembre 2007 au 17 janvier 2010, il est nommé par intérim à cette même fonction le 30 novembre 2012, à la suite du décès d'Érik Izraelewicz, et le reste jusqu'à la nomination de Natalie Nougayrède en mars 2013.
Depuis septembre 2014, il est éditorialiste dans l'émission Un jour dans le monde sur France Inter.